# Крутильні терези

Принцип роботи крутильних ваг при використанні гравітаційної сталої: притягання між кулями M і m спричиняє скручування кварцової нитки, на якій підвішений важіль з меншими кулями

Крутильні (торсійні) терези або крутильні (торсійні) ваги — фізичний прилад, призначений для вимірювання малих сил або моментів сил. Прилад було винайдено Шарлем Кулоном для вивчення взаємодії точкових електричних зарядів та магнітних полюсів. У найпростішому варіанті складається з вертикальної нитки, на якій підвішений легкий врівноважений важіль.

## Принцип дії
Під дією вимірюваних сил важіль починає повертатися в горизонтальній площині до тих пір, поки ці сили не зрівноважаться силами пружності закрученої нитки. По куту повороту важеля {\displaystyle \ \alpha } можна судити про момент {\displaystyle \ \ M} вимірюваних сил, оскільки {\displaystyle \ \alpha =\ {\frac {Ml}{GI}}}, де {\displaystyle \ \ l} — довжина нитки, {\displaystyle \ \ G} — модуль зсуву матеріалу нитки, {\displaystyle \ \ I} — сумарний момент інерції важеля та нитки.
Чутливість ваг збільшується при збільшенні довжини нитки.